# Typhlocirolana fontis
Typhlocirolana fontis is een pissebed uit de familie Cirolanidae. De wetenschappelijke naam van de soort is voor het eerst geldig gepubliceerd in 1908 door Gurney.